# Lilla Stamsjön (Lerums socken, Västergötland)
Lilla Stamsjön är en sjö i Lerums kommun i Västergötland och ingår i Göta älvs huvudavrinningsområde. Sjön är 17 meter djup, har en yta på 0,637 kvadratkilometer och är belägen 55,1 meter över havet. Sjön kallas även Långa Stamsjön och på en äldre karta Nedre Stamsjön. Vid nordöstra sidan av sjön ligger den lilla tätorten Stamsjö.

## Delavrinningsområde
Lilla Stamsjön ingår i det delavrinningsområde (640852-129118) som SMHI kallar för Utloppet av Lilla Stamsjön. Medelhöjden är 97 meter över havet och ytan är 7,8 kvadratkilometer. Räknas de 4 avrinningsområdena uppströms in blir den ackumulerade arean 20,27 kvadratkilometer. Alebäcken som avvattnar avrinningsområdet har biflödesordning 3, vilket innebär att vattnet flödar genom totalt 3 vattendrag innan det når havet efter 28 kilometer. Avrinningsområdet består mestadels av skog (68 procent). Avrinningsområdet har 0,76 kvadratkilometer vattenytor vilket ger det en sjöprocent på 9,4 procent. Bebyggelsen i området täcker en yta av 0,96 kvadratkilometer eller 12 procent av avrinningsområdet.